# 저글링

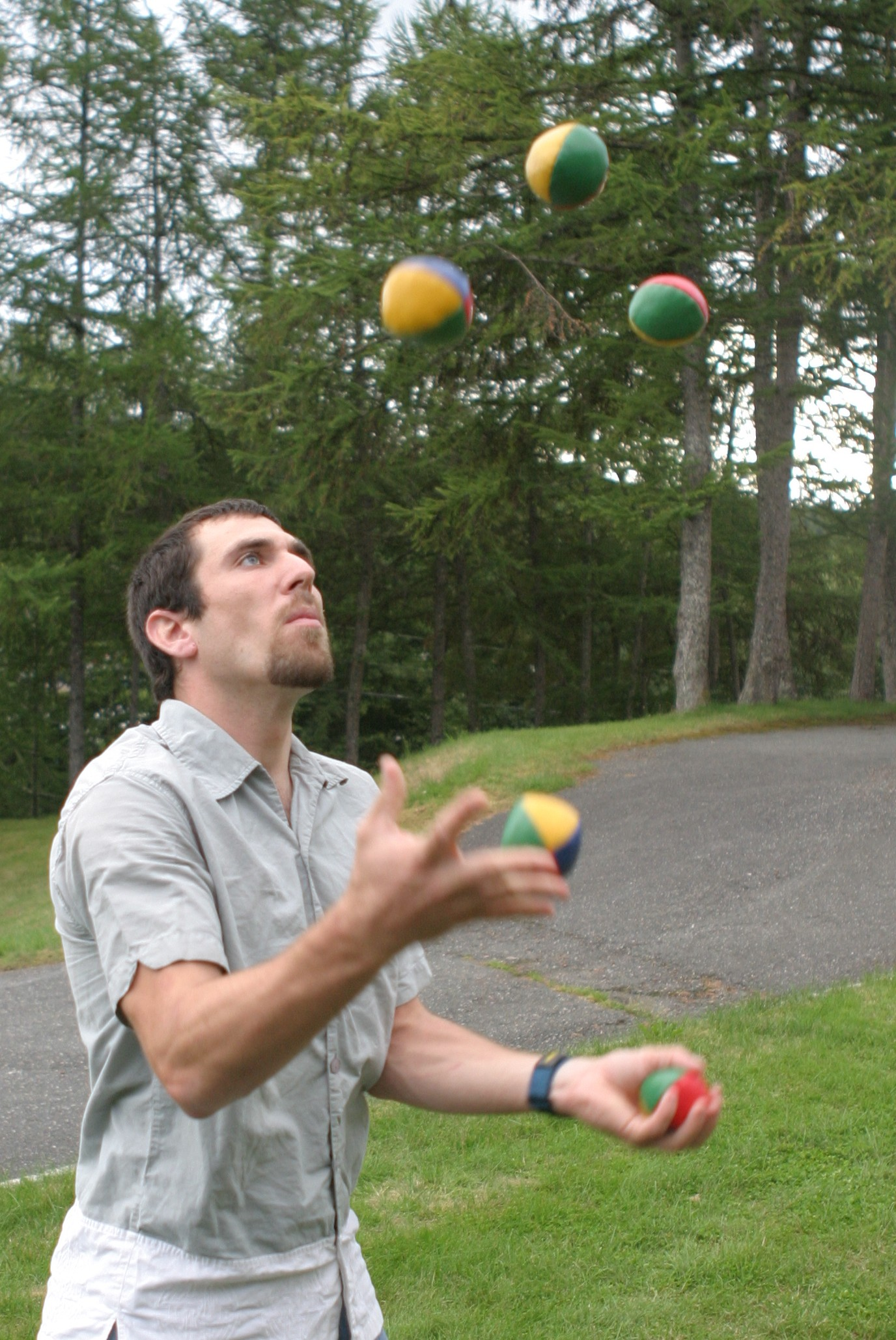
공 다섯 개로 저글링을 하는 모습

저글링(juggling), 또는 잡기(雜技)는 스포츠나 엔터테인먼트를 즐기기 위하여 물건을 가지고 잡다한 놀이의 기술이나 재주를 2개 이상의, 손에 잡을 수 있는 물체를 가지고 부리는 행위이다. 저글링을 하는 사람은 저글러(juggler)로 부른다.
저글링(juggling)이라는 용어는 묘기를 부리면서 흥을 돋군다는 뜻의 중세 영어 낱말 jogelen에서 나왔으며, 더 깊숙히 들어가면 고대 프랑스어 jangler에서 나왔다. 더 들어가서 익살을 뜻하는 라틴어 낱말 joculari의 후기 라틴어 형태의 joculare도 있다.
저글링(juggling)의 효과는 적당한 신체 활동과 함께 집중력, 공간지각 능력 향상을 기대할 수 있으며, 무엇보다 손으로 공을 다루는 능력의 향상을 가져올 수 있다.  저글링(juggling)의 효과는 뇌의 여러 부분 간의 정보전달 등을 담당하는 뇌의 백질에 변화를 일으켜 뇌 기능이 향상된다는 연구결과를 내놓았다.  또 뇌 기능이 향상됨으로써 치매 예방에도 효과적이라는 연구결과도 나왔다.
저글링(juggling)은 넓은공간이 필요하지 않아 좁은 공간에서도 할 수 있다.

## 개최 지역
- 서커스
- 버라이어티 극장
- 르네상스식·중세식 박람회
- 거리 공연
- 스포츠 저글링
- 우주 (무중력 환경)
- 공원

## 같이 보기
- 사이트스왑
- 곡예
- 서커스
- 펜돌리기